# 忍海駅
忍海駅（おしみえき）は、奈良県葛城市忍海にある、近畿日本鉄道（近鉄）御所線の駅である。駅番号はP25。

## 歴史
- 1930年（昭和5年）12月9日：南和電気鉄道開通時に開業[1]。
- 1944年（昭和19年）
  - 4月1日：関西急行鉄道が南和電気鉄道を合併、関西急行鉄道御所線の駅となる[1]。
  - 6月1日：戦時統合により、関西急行鉄道が南海鉄道（現在の南海電気鉄道の前身。後に南海電気鉄道は再独立)と合併、近畿日本鉄道御所線の駅となる[1]。
- 1984年（昭和59年）9月17日：従来より95メートル南の現在地に移転[2]。
- 2007年（平成19年）4月1日：PiTaPa使用開始[3]。
- 2012年（平成24年）12月21日：終日無人駅化。

## 駅構造
単式1面1線ホームの地上駅。ホーム有効長は4両。駅舎（改札口）はホーム尺土寄りにある。
無人駅で、PiTaPa・ICOCA対応の自動改札機および自動精算機（回数券カードおよびICカードのチャージに対応）が設置されている。

## 利用状況
近年における1日乗降人員の調査結果は以下の通り。
- 2023年11月7日：1,256人
- 2022年11月8日：1,258人
- 2021年11月9日：1,238人
- 2015年11月10日：1,699人
- 2012年11月13日：1,786人
- 2010年11月9日：1,918人
- 2008年11月18日：2,056人
- 2005年11月8日：2,054人

近年の1日平均乗車人員は以下の通りである。
| 年度               | 1日平均 乗車人員 |
| ------------------ | ---------------- |
| 1995年（平成7年）  | 960              |
| 1996年（平成8年）  | 972              |
| 1997年（平成9年）  | 932              |
| 1998年（平成10年） | 905              |
| 1999年（平成11年） | 877              |
| 2000年（平成12年） | 903              |
| 2001年（平成13年） | 908              |
| 2002年（平成14年） | 914              |
| 2003年（平成15年） | 959              |
| 2004年（平成16年） | 937              |
| 2005年（平成17年） | 941              |
| 2006年（平成18年） | 898              |
| 2007年（平成19年） | 896              |
| 2008年（平成20年） | 937              |
| 2009年（平成21年） | 933              |
| 2010年（平成22年） | 918              |
| 2011年（平成23年） | 894              |
| 2012年（平成24年） | 883              |
| 2013年（平成25年） | 893              |
| 2014年（平成26年） | 884              |
| 2015年（平成27年） | 860              |
| 2016年（平成28年） | 825              |
| 2017年（平成29年） | 811              |
| 2018年（平成30年） | 780              |
| 2019年（令和元年） | 767              |

## 駅周辺
- 角刺神社
- 葛城市歴史博物館
- 忍海郵便局
- 忍海駐在所
- 葛城市立忍海小学校
- 葛城市立忍海幼稚園
- 奈良交通葛城営業所（「忍海」停留所）
- オークワ 葛城忍海店
- ラ・ムー 葛城忍海店
- オートバックス新庄店

### バス路線
奈良交通
- 北向乗り場（高田市、橿原市方面）
  - 特急[302][161]大和八木駅行
  - [60][62][65][66][70][76]近鉄大和高田駅行
- 南向乗り場（御所市、五條市方面）
  - 特急[301]新宮駅行
  - [60][163][66][67][70]五條バスセンター行　
  - [67]テクノ中央通り東行
  - [65]近鉄御所駅行

葛城市公共バス
- 環状線ルート
- ミニバスE 笛堂・薑（）ルート

## 隣の駅
近畿日本鉄道
P 御所線
■準急・■普通
近鉄新庄駅 (P24) - 忍海駅 (P25) - 近鉄御所駅 (P26)